# 73551 Dariocastellano
73551 Dariocastellano è un asteroide della fascia principale. Scoperto nel 2003, presenta un'orbita caratterizzata da un semiasse maggiore pari a 2,9688810 au e da un'eccentricità di 0,0248295, inclinata di 8,21173° rispetto all'eclittica.